# 錦ヶ浦
座標: 北緯35度05分09秒 東経139度04分58秒 / 北緯35.085905度 東経139.082665度

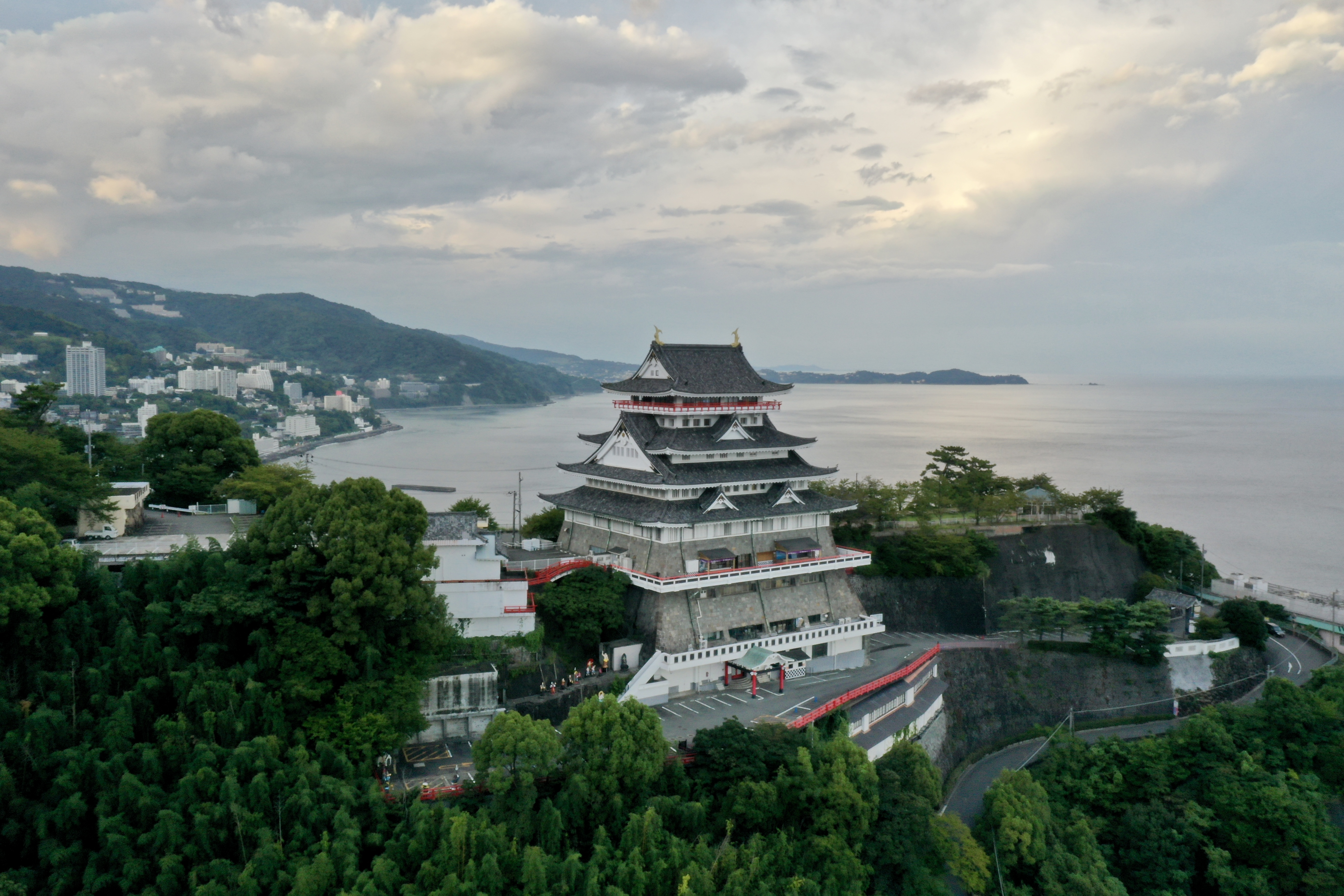
熱海城

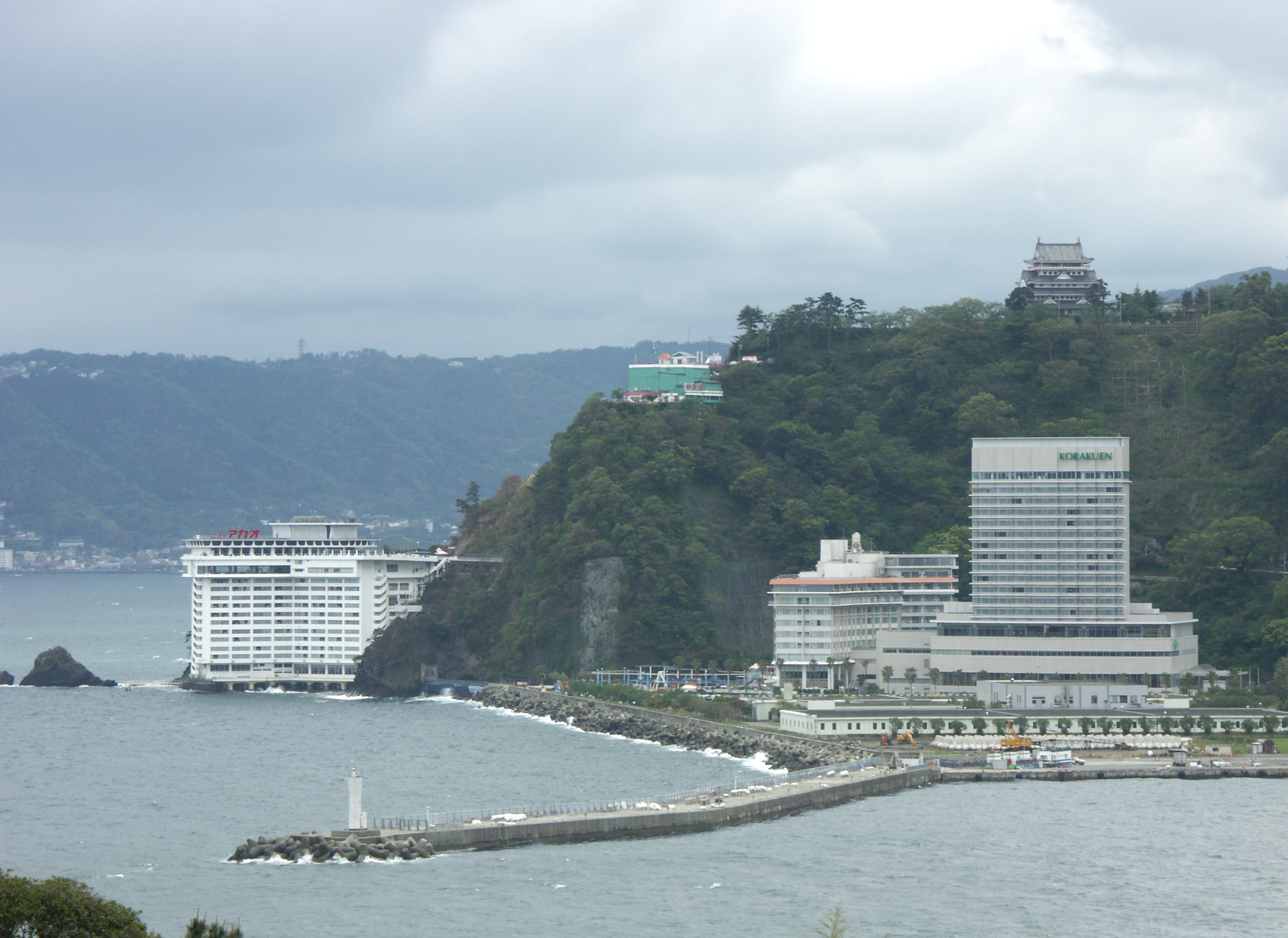
北から見た錦ヶ浦。手前は熱海港。

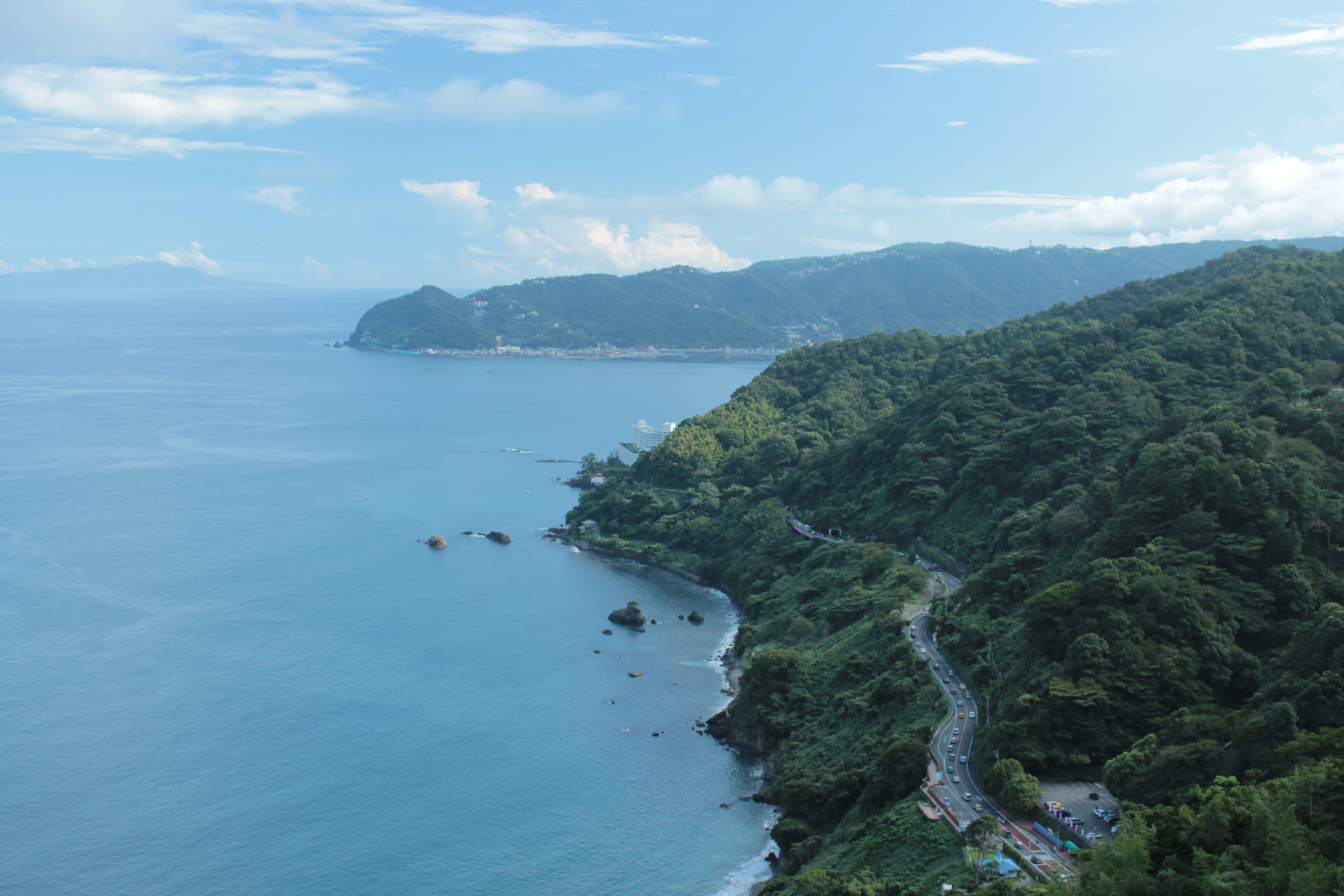
南方の曽我・曽我浦地域

錦ヶ浦（にしきがうら）は静岡県熱海市の市街地沿岸部の南端にある断崖地域の名称。多賀火山初期の浅い海底での噴出物が見られ、その景勝から度々映画やドラマの舞台やロケ地となっている。断崖周辺のほとんどはホテルニューアカオの所有となっており、様々な施設が作られている。

## 地理
崖周辺には国道135号の旧道が通っており、やや内陸には直線的に新道が通っている。市街地から南進した場合、崖沿いの旧道には明治時代のトンネル「観魚洞隧道（かんぎょどうずいどう）」があり、新道には「錦ヶ浦トンネル」と「曽我浦トンネル」という2つのトンネルがある。
この「観魚洞隧道」や「錦ヶ浦トンネル」辺りまでが「魚見崎（うおみさき）」、そこを抜けた「観魚洞隧道」「錦ヶ浦トンネル」と「曽我浦トンネル」で区切られた断崖周辺が「錦ヶ浦」、「曽我浦トンネル」を抜けた南方は「曽我（そが）・曽我浦（そがうら）」と呼ばれる地域になる。
錦ヶ浦は基本的に「錦ヶ浦トンネル」と「曽我浦トンネル」の東方に広がる旧道沿いの2つの突出した崖で構成されており、北方の崖を「錦崎（にしきざき）」、南方の崖を「扇崎（おうぎざき）」と言う。両崖（両トンネル）の間の凹んだエリアは、ホテルニューアカオ（アカオリゾート公国）の駐車場として利用されている。
北方の「錦崎」周辺には、「ホテルニューアカオ」と、同グループのホテル「ロイヤルウイング」があり、その山（八幡山）を上がると、アタミロープウェイの山頂駅・熱海秘宝館や、熱海城などがある。
南方の「扇崎」には、「伊豆一の絶景カフェ」を謳うホテルニューアカオ運営のカフェ「花の妖精」がある。

## アクセス
JR熱海駅から伊豆東海バス網代旭町行きで「錦ヶ浦」停留所下車。

## 作品
- 伊豆物語 - 映画、1951年
- 陽気な恋人（三島由紀夫） - 短編小説、1953年
- 黄色い風土 - 映画、1961年
- キングコング対ゴジラ - 映画、1962年